# Grallistrix orion
Grallistrix orion – wymarły gatunek sowy z rodziny puszczykowatych (Strigidae), z rodzaju Grallistrix. W prehistorycznych czasach występował na wyspie Oʻahu w archipelagu Wysp Hawajskich. Został on opisany na podstawie sfosylizowanych szczątków. Grallistrix orion wyginęła wraz z innymi przedstawicielami czwartorzędowej awifauny Hawajów najprawdopodobniej w pierwszym tysiącleciu naszej ery, wkrótce po zaludnieniu wysp przez Polinezyjczyków. Był to najprawdopodobniej ptak o całodobowym trybie życia, który gniazdował na ziemi.
Sowa ta charakteryzowała się stosunkowo niewielką budową ciała, krótkimi skrzydłami i długimi nogami. Budowa taka wskazuje na dietę złożoną ze zwinnych ptaków leśnych łowionych w gęstych lasach deszczowych wyspy Oʻahu. 

## Charakterystyka
Grallistrix orion znacznie różnił się od obecnie żyjących gatunków sów. Charakteryzował się przede wszystkim stosunkowo krótkimi skrzydłami i długimi nogami zaopatrzonymi w wyjątkowo silne i ostre pazury. Taka anatomia nie pozwalała na loty na długich dystansach, aczkolwiek była niezbędna do szybkich i zwinnych manewrów w gęstwinie lasów tropikalnych, w celu polowania na drobne ptaki śpiewające w czasie lotu. Ponadto czaszka Grallistrix orion była długa, a oczodoły rozmieszczone były po bokach głowy, co jest wyjątkiem wśród sów. Ptak ten przypomniał więc bardziej jastrzębie, jak również inne endemiczne sowy, zasiedlające wyspy Maskarenów z rodzaju  Mascarenotus i ptaka drapieżnego z rodziny jastrzębiowatych żyjącego w czasach prehistorycznych na Wyspach Hawajskich – Circus dossenus. Grallistrix orion był przedostatnim pod względem wielkości gatunkiem sów z rodzaju Grallistrix. Dorosłe osobniki osiągały wielkość mniejszą od puszczyka zwyczajnego (Strix aluco). Jedynie Grallistrix erdmani  zasiedlająca wyspę Maui była delikatniej od niej zbudowana.

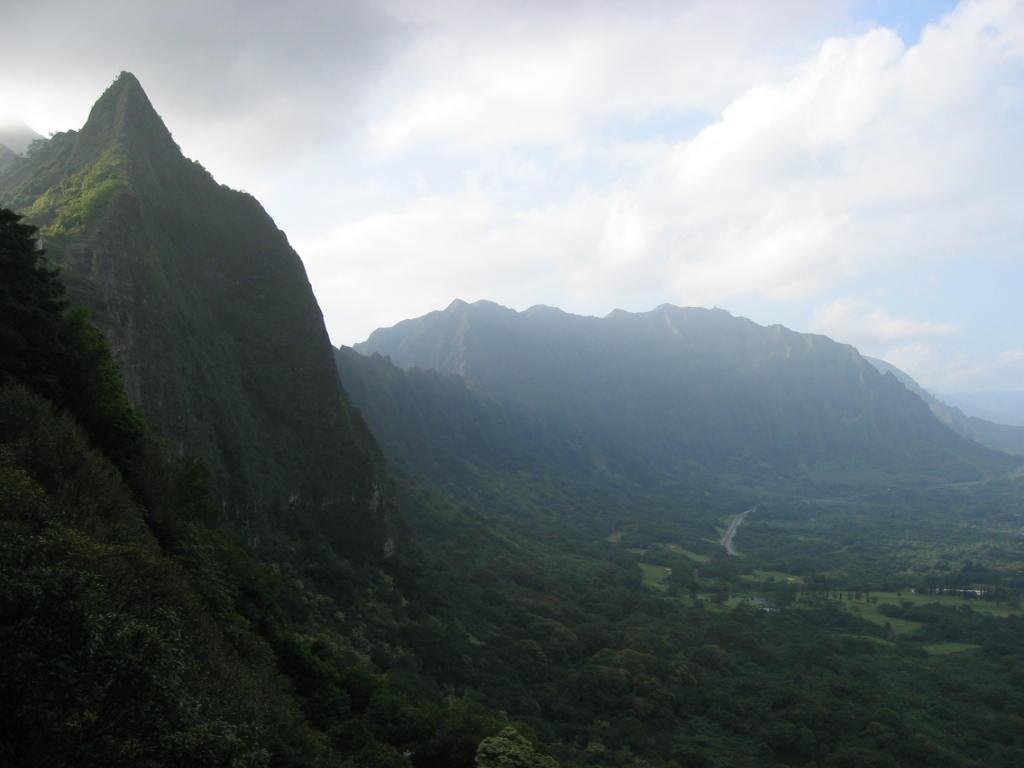
Lasy deszczowe wyspy Oʻahu były siedliskiem Grallistrix orion

## Ekologia i rozprzestrzenienie
Budowa ciała Grallistrix orion jest doskonałym przykładem ewolucyjnego przystosowania się do warunków środowiskowych i swoich ofiar. Sowa przystosowana była najprawdopodobniej do polowania w gęstych lasach deszczowych na dzienne ptaki latające, głównie z rodziny sierpodziobów. W przeciwieństwie do większości współczesnych sów, które łowią nocne ssaki, przystosowała się do polowania na drobne ptaki. Budowa ciała pozwalała jej na zwinne i szybkie manewry w gęstej roślinności. Wszystkie gatunki rodzaju Grallistrix miały budowę o cechach podobnych do krogulca (Accipiter nisus), które ułatwiały im polowania na drobne ptaki śpiewające.
Szczątki Grallistrix orion odkryto w Barber's Point i Ulupau Head w okręgu Kalaeloa w południowej części wyspy Oʻahu. Według obecnej wiedzy gatunek ten rozpowszechniony był tylko na Oʻahu. Sowa ta wymarła prawdopodobnie w okresie I tysiąclecia n.e., wkrótce po przybyciu na wyspy Polinezyjczyków, którzy sprowadzili ze sobą świnie i szczury polinezyjskie (Rattus exulans). Czynnikiem determinującym wymieranie tego gatunku było niewątpliwie zakładanie przez te ptaki gniazd na ziemi, na co wskazują znajdowane gniazda na wydmach, oraz mała ich płochliwość przed drapieżnikami.

## Systematyka i historia badań
Sfosylizowane szczątki Grallistrix orion zostały odkryte przez Storrsa L. Olsona i Helen F. James w 1982 roku na wyspie Oʻahu. Wraz z pozostałymi trzema gatunkami został włączony do nowo powstałego rodzaju Grallistrix i opisany w 1991 roku w „Ornithological Monographs”. 
Nie dokonano dotychczas analiz DNA szczątków rodzaju Grallistrix. Ze względu na podobieństwo anatomiczne Olson i James określili, że najbliżej spokrewnione są z rodzajem Strix. Grallistrix orion najprawdopodobniej był bezpośrednio związany z gatunkiem Grallistrix erdmani występującym na wyspie Maui, pomimo iż gatunek Grallistrix geleches żyjący na sąsiadującej wyspie Molokaʻi był geograficznie najbliższy.
Angielską nazwę Grallistrix, tj. Stilt-owl, można bezpośrednio przetłumaczyć jako „sowa na szczudłach”. Natomiast nazwa zwyczajowa orion odnosi się do mitycznego myśliwego Oriona i nawiązuje do łowieckich umiejętności tego gatunku sowy.